# Lietuvos gėjų lyga
Die Lietuvos gėjų lyga (LGL) ist die einzige NGO (Nichtregierungsorganisation) in Litauen, die ausschließlich die Interessen der lokalen LGBT*-Gemeinschaft vertritt. Die Organisation, die am 3. Dezember 1993 gegründet wurde, ist eine der etabliertesten Organisationen in der Zivilgesellschaft des Landes. Das Grundprinzip der Aktivitäten der Organisation ist die Unabhängigkeit von allen politischen und finanziellen Interessen mit dem Ziel, die soziale Inklusion und Integration der litauischen LGBT*-Gemeinschaft zu erreichen.
Auf der Grundlage ihrer über 20-jährigen-Expertise in der Interessenvertretung, der Sensibilisierung und der Gemeinschaftsbildung, strebt die LGL Fortschritte im Bereich der Menschenrechte für LGBT*-Personen an.ihre Unterstützer*innen zu verschiedenen Veranstaltungen ein. Das LGL-Büro stellt das einzige LGBT*-Zentrum des Landes dar. Das LGBT*-Zentrum hat eine Bibliothek, die auch kostenlosen Internetzugang bereitstellt. Das LGBT*-Zentrum steht für all diejenigen offen, die mehr über die Aktivitäten der Organisation und die Lage der Menschenrechte von LGBT*-Personen in Litauen wissen möchten.
Die Vereinigung ist Mitglied im Nationalen Forum für Gleichheit und Vielfalt (NEDF) und der Menschenrechtskoalition (HRC). Die LGL beteiligt sich an der internationalen Zusammenarbeit im Rahmen von internationalen Dachorganisationen, wie z. B. ILGA (International Lesbian, Gay, Bisexual, Trans and Intersex Association), IGLYO, EPOA (European Pride Organisers Association) und TGEU (European Transgender Network). Die LGL unterstützt verschiedene Initiativen, sowohl auf nationaler wie auf internationaler Ebene, um auf diese Weise ihren Einsatz für LGBT*-Rechte in einem breiteren Menschenrechtsdiskurs.
Zurzeit besteht das Team von LGL aus 5 Vorstandsmitgliedern, 7 Mitarbeitern und 2 internationalen Freiwilligen im Rahmen des Europäischen Freiwilligendienstes, sowie 20 lokalen und internationalen Freiwilligen. An den Aktivitäten der Organisationen nehmen nicht nur Mitglieder der LGBT*-Gemeinschaft teil.
Das Büro der Organisation ist in Vilnius (Vilnius, Pylimo Straße 21.). Hier konzipiert die LGL verschiedene Projekte, organisiert Treffen und lädt immer wieder die Mitglieder der lokalen LGBT*-Gemeinschaft und zu positionieren.

## Aktivitäten
Zu den Kernaktivitäten der Organisation gehören: 1. Überwachung der Umsetzung der internationalen Menschenrechtsverpflichtungen der Republik Litauen in Bezug auf LGBT*-Personen, 2. Verhinderung homo-, bi- und transphober Gesetzesinitiativen sowie Unterstützung und Förderung LGBT*-integrativer Gesetze und Richtlinien, 3. Beseitigung der institutionellen Diskriminierung von LGBT*-Personen; wenngleich die formale und gesetzliche Gleichberechtigung nicht zu einer automatischen Verbesserung der Lebensqualität führt. Offenheit, das Gefühl von Gruppenzugehörigkeit und die Identifikation konkreter Ziele stellen den Schlüssel für ein erfolgreiches Empowerment von LGBT*-Personen in Litauen dar.
Die LGL arbeitet aktiv in diversen Bereiche, die verschiedene Aspekte des LGBT*-Lebens in Litauen beeinflussen. Das Recht auf freie Meinungsäußerung wird geschützt, indem die Umsetzung des litauischen Gesetzes gegen die Homosexuellen-Propaganda herausgefordert wird. Dies geschieht durch verschiedene legale Kanäle, wie z. B. die Sensibilisierungskampagnen und die öffentlichen Diskurse mit positiven LGBT*-Informationen. Das Recht, sich friedlich zu versammeln, wird durch das Organisieren groß angelegter öffentlicher Sensibilisierungsveranstaltungen ausgeübt, wie z. B. die jährlichen Rainbow Days und das Baltic Pride Festival, das alle drei Jahre stattfindet. Die Förderung des Ehrenamts bzw. der Freiwilligentätigkeit trägt zur Förderung gesellschaftlichen Engagements bei, etwa durch Beteiligung an Organisation und Durchführung verschiedener Konferenzen, Seminare, Workshops und anderer Kulturveranstaltungen für die lokale Gemeinschaft. Zu den Präventionsstrategien gegen homophobe und transphobe Hassverbrechen zählen das Monitoring und die Dokumentation entsprechender Zwischenfälle, die Ausbildung der Polizei und die Förderung der Gemeinschaft, um Verbrechen zu melden. Die Interessenvertretung auf internationaler Ebene ist durch Abfassung von der „Schattenberichten“ für die internationalen Menschenrechtsschutz-Mechanismen, die Veröffentlichung des Newsletters der Organisation (mit mehr als 6,000 internationalen Abonnent*innen) und die Teilnahme an Aktivitäten des regionalen LGBT*-Netzwerks gewährleistet.

## Geschichte
Kurz nach der Wiedererlangung seiner Unabhängigkeit entkriminalisierte Litauen einvernehmliche sexuelle Beziehungen zwischen Männern. Vor der entsprechenden Änderung des sowjetlitauischen Strafgesetzbuchs 1993 wurden derartige Beziehungen mit mehrjährigen Gefängnisstrafen geahndet. Trotz dieser Fortschritte „lebten litauische Homosexuelle immer noch im Underground, unfähig sie selbst zu sein, durch die Medien als Verbreiter von HIV stigmatisiert“, wie sich die Leiter der nationalen LGBT*-Rechtsbewegung, Vladimir Simonko und Eduardas Platovas, erinnern. Um diese Diskriminierung zu bekämpfen, eröffneten V. Simonko und E. Platovas 1993 in Vilnius den Club „Amsterdam“ und riefen 1994 die Zeitung „Amsterdam“ ins Leben. Im April 1994 veranstalteten sie die Konferenz der International Lesbian and Gay Association (ILGA) in der litauischen Kurortstadt Palanga. Diese Veranstaltung war besonders wichtig, weil es die erste Konferenz dieser Art in einem postsowjetischen Staat war.
1995 gründeten Simonko und Platovas LGL offiziell. Die Organisation ist seitdem die einzige Organisation des Landes, die ausschließlich für die Förderung der LGBT-Rechte kämpft.
2020 wurde LGL-Mitarbeiter Tomas Vytautas Raskevičius zum litauischen Parlament Seimas ausgewählt.